# 阿多米安分解法
阿多米安分解法（Adomian decomposition method，简称：ADM法），是1989年美国籍阿马尼亚数学家George Adomian创建的近似分解法，用以求解非线性偏微分方程
将非线性偏微分方程写成如下形式：
{\displaystyle L(u)+R(u)+NL(u)=g(x,t)}
其中 L、R为线性偏微分算子，NL为非线性项。 将反算子{\displaystyle L^{-1}=\int _{0}^{t}()}. 用于上式
{\displaystyle L^{-1}L(u)=-L^{-1}R(u)-L^{-1}NL(u)+L^{-1}g(x,t)=}.
得
{\displaystyle u(x,t)=u(x,0)-L^{-1}NL(u)+L^{-1}g(x,t)}.
令方程的解u（x,t) 为：
{\displaystyle u=u_{0}+u_{1}+u_{2}+u_{3}+\cdots }
非线性项
NL（u）={\displaystyle A_{0}+A_{1}+A_{2}+\cdots }
其中
{\displaystyle A_{n}={\frac {1}{n!}}{\frac {\mathrm {d} ^{n}}{\mathrm {d} \lambda ^{n}}}f(u(\lambda ))\mid _{\lambda =0},}
{\displaystyle {\frac {\mathrm {d} ^{n}}{\mathrm {d} \lambda ^{n}}}u(\lambda )\mid _{\lambda =0}=n!u_{n}}
由此得
{\displaystyle u(x,t)=u(x,0)+L_{-1}g(x,t)}
{\displaystyle u_{1}(x,t)=-L^{-1}Ru_{0}-L^{-1}A_{0}}
{\displaystyle u_{n}(x,t)=-L^{-1}Ru_{n-1}-L^{-1}A_{n-1}}

近似解={\displaystyle u_{0}(x,t)+u_{1}(x,t)+u_{2}(x,t)+u_{3}(x,t)+\cdots }

## Burgers-Fisher 方程 ADM解
Burgers-Fisher方程：
{\displaystyle {\frac {\partial u}{\partial t}}+u^{2}*{\frac {\partial u}{\partial x}}-{\frac {\partial ^{2}u}{\partial u^{2}}}=u*(1-u^{2})}
{\displaystyle u[0]=tanh(x)}
{\displaystyle u[1]=-tanh(x)*(1-tanh(x)^{2})*t}
{\displaystyle u[2]=-(1/2)*t^{2}*tanh(x)*(-1+tanh(x)^{2})*(2-4*tanh(x)^{2})}
{\displaystyle u[3]=-(1/3)*t^{3}*tanh(x)*(3-16*tanh(x)^{2}+26*tanh(x)^{4}-13*tanh(x)^{6}-3*tanh(x)^{2}*(1-tanh(x)^{2})+(2*(1-tanh(x)^{2}))*tanh(x)^{4})}
近似解：

pa := (-1.*tanh(x)-82360.*tanh(x)^13+73.*tanh(x)^3-1195.*tanh(x)^5+8233.*tanh(x)^7-29990.*tanh(x)^9+63510.*tanh(x)^15-26980.*tanh(x)^17+4862.*tanh(x)^19+63850.*tanh(x)^11)*t^9+(14650.*tanh(x)^13-16170.*tanh(x)^11+tanh(x)+1430.*tanh(x)^17+688.8*tanh(x)^5+10230.*tanh(x)^9-7102.*tanh(x)^15-54.67*tanh(x)^3-3672.*tanh(x)^7)*t^8+(-373.8*tanh(x)^5+1491.*tanh(x)^7-1.*tanh(x)+39.67*tanh(x)^3+3333.*tanh(x)^11+429.*tanh(x)^15-3036.*tanh(x)^9-1881.*tanh(x)^13)*t^7+(132.*tanh(x)^13+187.8*tanh(x)^5-502.*tanh(x)^11+743.5*tanh(x)^9-27.67*tanh(x)^3+tanh(x)-534.6*tanh(x)^7)*t^6+(-135.3*tanh(x)^9+161.1*tanh(x)^7-1.*tanh(x)+42.*tanh(x)^11-85.13*tanh(x)^5+18.33*tanh(x)^3)*t^5+(-37.*tanh(x)^7+33.33*tanh(x)^5+14.*tanh(x)^9-11.33*tanh(x)^3+tanh(x))*t^4+(5.*tanh(x)^7-10.33*tanh(x)^5+6.333*tanh(x)^3-1.*tanh(x))*t^3+(-3.*tanh(x)^3+tanh(x)+2.*tanh(x)^5)*t^2+(-1.*tanh(x)+tanh(x)^3)*t+tanh(x)

## 迪姆方程ADM解
迪姆方程：
{\displaystyle u_{t}=u^{3}u_{xxx}.\,}
{\displaystyle u[0]=cosh(x)}
{\displaystyle u[1]=-cosh(x)*sinh(x)*t}
{\displaystyle u[5]=-t^{5}*cosh(x)*sinh(x)^{5}-(20/3)*t^{5}*cosh(x)^{3}*sinh(x)^{3}-(47/15)*t^{5}*cosh(x)^{5}*sinh(x)}
{\displaystyle }
ADM近似：

u（x,t)~pa := (-.5382*sinh(10.*x)-.7224*sinh(8.*x)-.2441*sinh(6.*x)-0.5787e-4*sinh(2.*x)-0.1693e-1*sinh(4.*x))*t^9+(.4634*cosh(9.*x)+0.5933e-2*cosh(3.*x)+.5585*cosh(7.*x)+.1514*cosh(5.*x)+0.1356e-5*cosh(x))*t^8+(-.4063*sinh(8.*x)-0.8889e-1*sinh(4.*x)-.4339*sinh(6.*x)-0.1389e-2*sinh(2.*x))*t^7+(0.1085e-3*cosh(x)+0.4746e-1*cosh(3.*x)+.3647*cosh(7.*x)+.3391*cosh(5.*x))*t^6+(-0.2083e-1*sinh(2.*x)-.2667*sinh(4.*x)-.3375*sinh(6.*x))*t^5+(.3255*cosh(5.*x)+0.5208e-2*cosh(x)+.2109*cosh(3.*x))*t^4+(-.3333*sinh(4.*x)-.1667*sinh(2.*x))*t^3+(.3750*cosh(3.*x)+.1250*cosh(x))*t^2-.5000*t*sinh(2.*x)+cosh(x)